# اودوراکران
اودوراکران (به لاتین: Odurakəran) یک منطقه مسکونی در جمهوری آذربایجان است که در شهرستان یاردیملی واقع شده است. اودوراکران ۷۵۴ نفر جمعیت دارد.

## ریشه واژه
اورود یا اودور در زبان تالشی به‌معنی نیشکر و کران (که‌اُن) به‌معنی خانه‌ها یا آبادی است و معنای کامل آن به‌صورت آبادی نیشکر است.